# Selestina kći
Selestinina kći (šp.La hija de Celestina) je pikarski roman Alonsa Heronima de Salas Barbadilja objavljen 1612. godine. Ovaj roman pripada podvrsti ženske pikareske koja nastaje u prvoj deceniji XVII veka. Srpska čitalačka publika dobija prevod ovoga dela 2016. godine. Profesor Vladimir Karanović svojim prevodom ovog dela otvara svet ženske pikareske srpskom čitaocu, jer je ovaj roman prvi prevedeni iz te podgrupe.

## Ženska pikareska
Pikarke nastaju po ugledu na lik Selestine iz renesansnog pera Fernanda de Rohasa i naravno prethodnika iz muške pikareske. Međutim ženska pikareska oformljava sopstvenu estetiku i pravila. Posebne odlike koje se razvijaju u ženskoj pikareski su:
- fizička lepota
- bolja materijalna situacija od pikara
- kreću se u društvu po prostoru
- imaju sopstvenu slobodu, retko su sluge
- ne kreću se van španske teritorije
- mizoginija

Četiri najreprezentativnija dela su:
1. Pikarka Hustina — Fransiska Lopes de Ubede,
2. Selestinina kći — Alonsa Heronima de Salas Barbadilja,
3. Prevarantkinja Teresa sa Mansanaresa  i
4. Kradljivica iz Sevilje i udica za imetke — Alonsa de Kastiljo Solorsana

## O piscu
Pisac Alonso Heronimo de Salas Barbadiljo je rođen 29. jula 1581. godine u porodici starih hrišćana. Upisuje studije prava na Univerzitetu u Alkali de Enares koja je ubrzo napustio. Bio je član Akademije Saldanja i Književne Akademije u Madridu. Proveo je buran boemski život i nikada se nije ženio. Neposredno pred smrt je ogluveo, a umro 1635. godine u Madridu. Bio je izuzetno plodan pisac koji se oprobao u različitim žanrovima. U njegova dela spadaju:
- Vrli plemić
- Kastiljanske rime
- Uzorni plemić
- Snaga vere blažene sor Huane Ines de la Krus
- Mudra i prepredena Flora
- Radoznali i mudri Alehandro

## Struktura i radnja romana
Delo se sastoji iz osam poglavlja čiji su naslovi epigrafi. Struktura dela je zatvorena, jer se roman završava Eleninom smrću, ovo je novina u odnosu na  većinu ostalih pikarskih romana čiji kraj ostaje otvoren za pisanje novih delova. Na samom početku dela Elena zaključava Rodrigovog slugu, kako bi od Rodriga iznudila novac pod tvrdnjom da ju je obeščastio Don Sanćo, Rodrigov nećak. Kada prevara biva otkrivena pikarka Elena, starica Mendes i pikaro Montufar beže zahvaljujući tome što se Don Sanćo zaljubljuje u Elenu. U međuvremenu starica Mendes i Elena bezuspešno beže od Montufara sa kojim su se prethodno sukobile, Montufar ih vezuje za drvo i tada, po drugi put, nailazi Don Sanćo i nastaje momenat digresije koji pisac koristi da uspori radnju. Montufar se pokaje i družina nastavlja sa sprovođenjem svojih smicalica. Prave se da su crkvenjaci i na taj način dobijaju poštovanje i darove. Žive u blagostanju sve dok ih policiji ne otkrije pretučeni sluga. Elena i Montufar beže, ali starica umire u zatvoru nakon bičevanja. Montufar i Elena postaju supružnici, međutim njihov odnos se zasniva na međusobnoj koristi — Elena prodaje svoje telo i time ih prehranjuje. Kada Montufar postane ljubomoran, Elena ga truje i na kraju biva osuđena na pogubljenje pored reke Mansanares. 

## Stil pisanja
Alonso de Salas Barbadiljo se služi ironičnim opisima i vrlo veštim izvrnutim značenjem u to vreme opšte poznatih sintagmi. Ovakav izraz doprinosi humoru u delu, kao i izražavanju kritike autora prema protagonistkinji i ostalim likovima sa društvene margine. Promena narativnih tehnika čitaocu drži pažnju, jer se smenjuju pripovedanje u trećem i prvom licu (ovaj vid pripovedanja je od izuzetnog značaja, jer stvara ispovedni ton dela). Prisutan je moralistički ton kroz čitavo delo, ali nije najasnije kome Alonso de Salas Barbadiljo želi da se obrati — društvenim slojevima sa margine ili pak da uz pomoć njih poduči više slojeve.

## Određenje žanra
Iako spada u pikarski roman ova novela takođe ima odlike ljubavne novele. U karakteristike ljubavne novele spadaju:
1. Smena prvog i trećeg lica pri pripovedanju
2. Radnja započinje in media res
3. Jasno data vremenska i prostorna lokacija
4. Uvodni opis protagonista
5. Zatvorena struktura